# برند-اربیسدورف
شهر برند-اربیسدورف در ایالت زاکسن در کشور آلمان واقع شده است.